# Hugo Martínez
 (août 2018).
Si vous disposez d'ouvrages ou d'articles de référence ou si vous connaissez des sites web de qualité traitant du thème abordé ici, merci de compléter l'article en donnant les références utiles à sa vérifiabilité et en les liant à la section « Notes et références ».
Hugo Roger Martínez Bonilla (né le 2 janvier 1968) est un homme politique salvadorien, ministre des Affaires étrangères du Salvador de 2009 à 2013 puis de 2014 à 2018.